# Pedro Sarabia
Pedro Alcides Sarabia Achucarro (* 5. Juli 1975 in Asunción) ist ein ehemaliger paraguayischer Fußballspieler und heutiger -trainer. In seiner gesamten Karriere sammelte er in Paraguay insgesamt neun Meistertitel bei verschiedenen Mannschaften sowie drei in Argentinien.

## Karriere

### Spieler

#### Verein
Sarabia begann seine Karriere in der Jugend beim Club Cerro Porteño und rückte zum Jahresstart 1994 in dessen erste Mannschaft auf. Zur Saison 1996/97 wechselte er nach Argentinien zu CA Banfield. Gleich zur nächsten Saison wechselte er zu River Plate, mit denen er in den nächsten Jahren drei Meistertitel gewann. In der Saison 2002/03 spielte er in Mexiko für den frisch gegründeten Chiapas FC.
Anschließend kehrte er wieder in sein Heimatland zurück und spielte für eine Halbserie beim Club Libertad sowie danach bis zum Saisonende 2004/05 noch einmal bei Cerro Porteño. Anschließend kehrte er zum Club Libertad zurück und beendete dort seine Karriere nach der Spielzeit 2011/12.

#### Nationalmannschaft
Für die paraguayische Nationalmannschaft debütierte Sarabia am 14. Mai 1995 in einem 1:1-Freundschaftsspiel gegen Bolivien, als er in der Startelf stand. Anschließend absolvierte er nebst weiteren Freundschaftsspielen auch Einsätze in der Qualifikation für die Weltmeisterschaft 1998. Währenddessen stand er auch im Mannschaftskader bei der Copa América 1997, wo er es mit seinem Team bis ins Viertelfinale schaffte und auch nur in diesem Spiel eingesetzt wurde. Anschließend war er auch Teil des Kaders bei der WM-Endrunde 1998 und kam in allen drei Gruppenspielen sowie dem Achtelfinale zum Einsatz.
Nach ein paar Freundschaftsspielen waren seine nächsten Einsätze dann wieder im Jahr 2000 bei der Qualifikation für die Weltmeisterschaft 2002. Anschließend war er Teil des Kaders bei der WM 2002, bekam allerdings keinerlei Einsätze. Danach folgten noch einige Freundschaftsspiele sowie Spiele während der Qualifikation für die Weltmeisterschaft 2006. Sein letzter Einsatz im Nationaldress war bei einem 1:1 gegen Australien am 7. Oktober 2006.

### Trainer
Nur kurz nach dem Ende seiner Spielerkarriere kehrte Sarabia wieder zu Club Libertad zurück, diesmal jedoch an die Seitenlinie, wo er von September 2013 bis Mai 2015 als Trainer stand. Danach begleitete er die U20-Nationalmannschaft von Sommer 2016 bis März 2017. Fast nahtlos daran anschließend fing er beim CD Santaní an und blieb hier bis zum März des folgenden Jahres. Für ein paar Monate war er von Oktober 2018 bis Februar 2019 bei Sportivo Luqueño, bevor er von Juni 2019 bis August 2020 zu Santaní zurückkehrte.
Von November 2020 bis März 2022 war er Cheftrainer bei Club 12 de Octubre de Itauguá. Seitdem ist er bei Club Nacional als Cheftrainer aktiv.